# Maria Marzana
Maria Marzana (Ludwigshafen am Rhein, 22 giugno 1982) è una politica italiana, deputata alla Camera dal 2013 per il Movimento 5 Stelle.

## Biografia
Nata il 22 giugno 1982 ad Ludwigshafen am Rhein in Germania, ma vive a Rosolini in provincia di Siracusa, e ha lavorato a Milano come insegnante precaria nella scuola primaria.

### Attività politica
Attivista da giugno 2012 del meetup di Ispica e Rosolini del Movimento 5 Stelle (M5S) di Beppe Grillo e Gianroberto Casaleggio, si candida alle elezioni regionali in Sicilia di quell'anno con il M5S nella circoscrizione di Siracusa, ottenendo 922 preferenze e senza essere eletta.

#### Elezione a deputato
Alle elezioni politiche del 2013 viene candidata alla Camera dei deputati, venendo eletta deputata tra le liste del Movimento 5 Stelle nella circoscrizione Sicilia 2. Nel corso della XVII legislatura della Repubblica è stata segretaria della 7ª Commissione Cultura, scienza e istruzione della Camera dei deputati.
Appena eletta a Montecitorio, denuncia tutti i suoi colleghi parlamentari, da destra e sinistra, che hanno i doppi incarichi con annessi doppi stipendi (177), ritenendoli inaccettabili perché vanno contro il senso dell'articolo 122 della Costituzione Italiana che vieta di sedere nei consigli regionali e in Parlamento.
È stata la presentatrice dell'emendamento 6.19 nella legge di conversione del decreto legge sulla scuola, sulla possibilità di sostituire i libri di testo con materiali digitali autoprodotti e sul loro conferimento in piattaforme per la loro distribuzione gratuita nelle scuole. L'emendamento è stato accolto anche dal governo e dagli altri partiti, con larghissima maggioranza, innovando profondamente la legislazione in materia stato approvato.
Alle elezioni politiche del 2018 viene ricandidata alla Camera nel collegio uninominale di Avola per il Movimento 5 Stelle, dove viene rieletta deputata con il 52,77% dei voti contro la candidata del centro-destra, in quota Forza Italia, Daniela Armenia (29,25%) e del centro-sinistra, in quota Partito Democratico, Giovanni Giuca (12,97%).